# Darius Perkins
Darius Perkins (?, 1964. október 28. – ?, 2019. január 2.) ausztrál színész.

## Filmjei
- The Sullivans (1976, tv-sorozat)
- All the Green Years (1980, tv-sorozat)
- Carson's Law (1983, tv-sorozat)
- A folyók nem állnak meg (All the Rivers Run) (1983, tv-sorozat, hét epizódban)
- Prisoner (1983, tv-sorozat, hét epizódban)
- A Country Practice (1984, tv-sorozat, két epizódban)
- Matthew and Son (1984, tv-film)
- Neighbours (1985–2014, 99 epizódban)
- The Flying Doctors (1987, tv-sorozat, egy epizódban)
- Otthonunk (Home and Away) (1988, tv-sorozat, 26 epizódban)
- A hős csirkefogó (Ratbag Hero) (1993, tv-film)
- A Country Practice (1994, tv-sorozat, egy epizódban)